# Podpapiernia
Podpapiernia – kolonia w Polsce położona w województwie śląskim, w powiecie kłobuckim, w gminie Kłobuck.